# Walk into Light
Walk into Light — дебютный сольный студийный альбом Йэна Андерсона, вышедший в 1983 году. Записан в стиле электронного рока. Сначала первым сольным альбомом планировался альбом Jethro Tull «A», но Йэн Андерсон не смог завершить его без своей группы.
Несмотря на то, что альбом позиционировался как сольный, на самом деле Walk into Light был фактически совместной работой Андерсона и клавишника Jethro Tull Питера-Джона Вэтесса. Он написал в соавторстве пять песен и оказал сильное влияние на стиль и звучание альбома.
Композиция Fly by Night впоследствии вошла в концертный репертуар Jethro Tull.

## Список композиций
Первая сторона
1. «Fly by Night» (Йэн Андерсон, Питер-Джон Вэтесс) — 3:55
2. «Made in England» (Андерсон, Вэтесс) — 5:00
3. «Walk into Light» (Андерсон) — 3:11
4. «Trains» (Андерсон, Вэтесс) — 3:21
5. «End Game» (Андерсон) — 3:20

Вторая сторона
1. «Black and White Television» (Андерсон) — 3:37
2. «Toad in the Hole» (Андерсон) — 3:24
3. «Looking for Eden» (Андерсон) — 3:43
4. «User-Friendly» (Андерсон, Вэтесс) — 4:03
5. «Different Germany» (Андерсон, Вэтесс) — 5:24

## Участники записи
- Йэн Андерсон — Вокал, флейта, гитара, бас-гитара
- Питер-Джон Вэтесс — клавишные